# مونيكا ماركيز
مونيكا ماركيز (بالإنجليزية: Monica Márquez)‏ هي قاضية ومحامية أمريكية، ولدت في 20 أبريل 1969 في أوستن في الولايات المتحدة.